# Aristolochia grandis
Aristolochia grandis là một loài thực vật có hoa trong họ Aristolochiaceae. Loài này được Craib mô tả khoa học đầu tiên năm 1914.